# Lukša Poklepović
Lukša Poklepović (Milna, 16 febbraio 1945 – Spalato, 12 giugno 2022) è stato un calciatore jugoslavo, di ruolo portiere.

## Carriera

### Club
Cresce tra le file dell'Hajduk Spalato sotto la guida di Luka Kaliterna dove si accasa nel 1958. Il 9 dicembre 1962 fa il suo debutto in prima squadra nel match di campionato perso 4-1 contro il Partizan. Termina l'avventura nei Majstori s mora nel 1967 in seguito alla vittoria della prima storica Coppa di Jugoslavia. A soli 22 anni si trasferisce al Kaiserslautern ma è obbligato allo stop di un anno dato il veto agli sportivi della Jugoslavia socialista di emigrare prima dei 28 anni. Nel 1968 passa al KSK Beveren dove rimane fino al 1973. In seguito all'avventura belga ritorna in patria accasandosi prima per un anno al Solin e poi per un altro tra le file del Sebenico. Dal 1975 veste la maglia del OFI Creta e due anni dopo si ritira in seguito ad un grave infortunio al ginocchio.

### Nazionale
Nel 1962 difende i pali della nazionale giovanile jugoslava nell'Europeo U-18 dove si laurea vicecampione. Nel 1964 a soli 19 anni è chiamato per vestire la casacca della Jugoslavia, però a causa di un infortunio non riesce a debuttare.

## Palmarès

### Club

#### Competizioni nazionali
- Coppa di Jugoslavia: 1

Hajduk Spalato: 1966-1967